# Dellach (Gailtal)
Dellach (Gailtal) é um município da Áustria localizado no distrito de Hermagor, no estado de Caríntia.